# Notre Dame de Penmarc'h
Notre Dame de Penmarc’h est une peinture symboliste à sujet religieux de Lucien Lévy-Dhurmer, datant de 1896, conservée au Musée des Beaux-Arts de Quimper.   

## Description
Cette huile sur toile représente une Bigoudène en costume noir, portant son fils au premier plan d’un paysage maritime. Leur pose est statique, frontale et leur figure est austère. L'enfant a une auréole au dessus de sa tête quand sa mère a une gloire. Le trait pour ces attributs est fin. 

### Cadre
Le cadre de cette toile a été sculpté dans l’esprit du mobilier traditionnel breton. Le titre de l'œuvre est gravé dans le bois, "tel le nom d'une sainte gravé sur le socle d'une statue d'église".

### Thème
L’œuvre est une transcription de la foi chrétienne en Bretagne au travers d’une Bigoudène et de son fils dans leurs austères costumes locaux. Son style symboliste se croise d’une inspiration de la tradition byzantine des icônes.
Ce tableau a servi d'inspiration pour le poème éponyme de Charles Le Goffic. « Elle est vêtue ainsi qu’une humble Bigoudenne ; La fatigue et le hâle ont défleuri son teint. [….] Jésus, entre ses bras, repose. On croirait voir, Avec son devantier d’étoffe rude et terne, Quelque petit enfant de Penmarc’h ou d’Audierne » ces vers servent à la description du tableau mais ils dépeignent également le contexte de création du tableau de Lucien Levy-Dhurmer : « Et, pour rendre visite aux chrétiens de l’Arvor, [...] Notre ciel était sombre et, dès qu’elle paraît, Une allégresse emplit les sentiers et les granges. [...] Les hommes de l’Arvor, laboureurs et marins, Sentent confusément que c’est leur Dieu qui passe. »

## Histoire

### Contexte de création
Ce tableau est l'un des premiers de l’artiste. En effet, Lévy-Dhurmer peint lors de son passage à Douarnenez Ma mère un soir a vu la ville d’Ys (musée de Brest) et se rend également à Penmarc’h. Il est alors frappé par la piété simple et naïve des habitants. Ce sujet est une invention de l'artiste, la représentation de Notre-Dame de Penmarc'h est inédite. 

### Inspirations
Lévy-Dhurmer a pu s'inspirer de l'art de la Renaissance italienne et l'art de l'icône byzantine grâce aux gravures et copies qui circulent, ainsi que les originaux du Louvre. Tout cela combiné au symbolisme de son époque.

### Acquisition
Le tableau a appartenu à plusieurs propriétaires privés depuis 1896. Monsieur Perinet a été son dernier acquéreur en 1979 puis le Musée des Beaux-Arts de Quimper le lui a acheté en 1997.

## Analyse
La Bigoudène en costume noir se trouve être Marie, portant son fils Jésus dans ses bras. Jésus porte la robe comme la coutume l’imposait aux petits garçons. Les deux personnages prennent place devant la grève de Saint-Guénolé à marée basse, limitée par les rochers de la pointe de Penmarc’h. Le caractère sacré de la scène réside dans le geste de bénédiction de l’enfant et les deux symboles religieux au dessus d'eux. 

## Expositions
La tableau a figuré dans de nombreux salons et expositions depuis sa création, :
- Du 13 avril au 2 juin 2024 : « La lumière et le vent en Bretagne, collection du Musée des Beaux-Arts de Quimper », Hiroshima, Hiroshima Prefectural Art Museum
- Du 28 février au 4 avril 2024 : « La lumière et le vent en Bretagne, collection du Musée des Beaux-Arts de Quimper », Toyohashi, Toyohashi City Museum Art
- Du 5 septembre au 22 octobre 2023 : « La lumière et le vent en Bretagne, collection du Musée des Beaux-Arts de Quimper », Shizuoka, Shizuoka City Museum
- Du 1er juillet au 27 août 2023 : « La lumière et le vent en Bretagne, collection du Musée des Beaux-Arts de Quimper », Fukushima, Fukushima Prefectural Museum of Art
- Du 25 mars au 11 juin 2023 : « La lumière et le vent en Bretagne, collection du Musée des Beaux-Arts de Quimper », Tokyo, Sompo Museum of Art

- Du 6 mai au 24 octobre 2021 : « Icônes Belgique », Bruxelles, Villa Empain
- Du 24 juin au 25 septembre 2006 : « Les peintres de la Bretagne et l'art sacré », Pont-Aven, musée de Pont-Aven
- Du 26 avril au 2 juin 2002 : « La mer et le ciel en Bretagne. Collection du musée des beaux-arts de Quimper », Takamatsu, City Museum of Art
- Du 21 mars au 21 avril 2002 : « La mer et le ciel en Bretagne. Collection du musée des beaux-arts de Quimper », Urawa, Art Museum
- Du 11 janvier au 22 février 2002 : « La mer et le ciel en Bretagne. Collection du musée des beaux-arts de Quimper », Tokuyama, City Museum of Art and History
- Du 2 novembre au 9 décembre 2001 : « La mer et le ciel en Bretagne. Collection du musée des beaux-arts de Quimper », Miyakonojo, City Museum of Art
- Du 22 mai au 30 septembre 1980 : « Post Impressionism. Cross-currents in European and American painting, 1800-1906 », Washington, National Gallery of Art
- Du 17 novembre 1979 au 16 mars 1980 : « Post-Impressionism. Cross-currents in European Painting », Londres, Royal Academy of Art
- Du 3 mars au 30 avril 1973 : « Autour de Lévy-Dhurmer, visionnaire et intimiste en 1900 », Paris, Grand Palais
- Du 7 juin au 23 juillet 1972 : « Peintres symbolistes français », Londres, Hayward Gallery
- Du 9 août au 17 septembre 1972 : « Peintres symbolistes français » Liverpool, Walker Art Gallery
- 1972 : « Le Symbolisme dans la peinture française Espagne », Barcelone, musée d'art moderne / Madrid, musée d'art contemporain
- 1900 : « Exposition décennale, Paris, Grand Palais
- Du 9 décembre 1899 au 9 janvier 1900 : « Levy-Dhurmer », Paris, Société d'édition littéraire et artistique
- Du 1er mai au 30 juin 1896 : « Salon des Artistes français », Paris, Palais des Champs-Elysées
- 1896 : « Exposition à la galerie Georges Petit », Paris

## Voir Aussi

#### Sources institutionnelles
- Musée des beaux-arts de la ville de Quimper, « Lucien Lévy-Dhurmer Notre-Dame-de-Penmarc'h », sur Musée des beaux-arts de la ville de Quimper : Site Internet (consulté le 3 octobre 2024)
- Musée des Beaux-Arts de Quimper, « Expositions Notre-Dame de Penmarc'h » (consulté le 10 octobre 2024)
- Dossier d'œuvre du Musée des beaux-arts de Quimper

#### Ouvrages généraux
- Claudine Glot, Laurence Morvan et Caroline Brou, Images de Bretagne, Rennes, Éditions "Ouest-France", 2022 (ISBN 978-2-7373-8771-5), p. 88
- André Cariou, La mer et le ciel en Bretagne, Quimper, p. 143

#### Ouvrages specialisés
- André Cariou, Le Pays Bigouden vu par les peintres, Spézet, Coop Breizh (EAN 9782843469558), p. 32
- Denise Delouche, Les peintres de la Bretagne, Quimper, Palantines, 2011, p. 98

#### Articles
- Musée des Beaux-Arts de Quimper, Beaux-Arts, coll. « Beaux arts magazine Hors série », 2001 (ISBN 978-2-84278-395-2)
- « Poésies complètes (Le Goffic)/Notre-Dame de Penmarc’h - Wikisource », sur fr.wikisource.org (consulté le 3 octobre 2024)
- « Peinte par Lévy-Dhurmer elle entre au musée "N.-D. de Penmarc'h" qui intrigue », Ouest France,‎ 13 octobre 1997 (ISSN 0999-2138)